# Reptowo (stacja kolejowa)
Reptowo – stacja kolejowa w Reptowie, w województwie zachodniopomorskim, w Polsce.

## Ruch pasażerski
| Rok  | Wymiana pasażerska na dobę |
| ---- | -------------------------- |
| 2017 | 150-199                    |
| 2022 | 150-199                    |

## Połączenia
- Choszczno
- Goleniów
- Kalisz Pomorski
- Koszalin
- Krzyż
- Międzyzdroje
- Piła
- Poznań
- Stargard
- Szczecin
- Szczecinek
- Świnoujście
- Wałcz